# 老童
老童（？—？），中国上古人物，根据《史记·楚世家》记载，他叫卷章。《世本》作老童。他的儿子重黎和吴回相继在帝喾时作了祝融，就是后代传说的祝融氏。
据安徽大学收藏安大简的记载，老童是颛顼的儿子，出生即满头白发，好像小老头儿。颛顼占卜得知这个满头白发的婴儿将会子孙蕃衍兴旺，喜出望外，就给他起名叫老童，老童生有四个儿子分别是重、黎、吴和回，其中第二子黎生昆吾、参胡、彭祖、会人、晏安、季连六人，没有陆终一代。

## 家庭

### 母亲
- 女禄[4]，禄又作娽。相传为胜坟氏之女，颛顼之妻，生老童。[5]

### 夫人
- 高緺，竭水氏之子[4]